# Момчил юнак (хижа)
Вижте пояснителната страница за други значения на Момчил юнак.
„Момчил юнак“ е туристическа хижа в Западните Родопи, в Преспанския дял на планината. Намира се на надм. височина 1680 m, на около 15 km североизточно от с. Момчиловци. Намира се на европейски туристически маршрут E8.
Комплексът се състои от една двуетажна сграда с 14 легла и 4 дървени бунгала с 15 легла. Хижата е водоснабдена и електрифицирана, с вътрешни санитарни възли. Отоплява се с твърдо гориво и с ток. Има място за паркинг. Разполага с туристическа кухня и столова.
Построена е през 1940 г. Днес се стопанисва от туристическо дружество „Момчил юнак“ със седалище с. Момчиловци Изходни пунктове са с. Славейно (3 часа), с. Манастир (1 час и 30 минути), с. Момчиловци (2 часа и 30 минути) и с. Кутела.

## Маршрути
В близост се намират:
- хижа „Момина вода“, на 30 минути в северозападна посока.
- хижа „Преспа“, на 2 часа и 30 минути в източна посока.
- хижа „Свобода“, на 4 часа и 15 минути в източна посока.
- хижа „Студенец“, на 4 часа и 30 минути в югозападна посока.
- хижа „Пашалийца“, на 6 часа и 30 минути в северна посока.
- местност Хайдушки поляни (старо име: Имарет дере), на 1 час в източна посока.
- седловина Рожен, на 3 часа по маркирана пътека.